# 영광의 결전
영광의 결전(Fire Over England)은 영국에서 제작된 윌리엄 K. 하워드 감독의 1937년 모험, 멜로/로맨스, 전쟁 영화이다. 플로라 롭슨 등이 주연으로 출연하였고 에리히 포머 등이 제작에 참여하였다.

## 출연

### 주연
- 플로라 롭슨
- 레이몬드 머시
- 레슬리 뱅스
- 로렌스 올리비에
- 비비안 리

### 조연
- 헨리 오스카
- 로버트 뉴턴
- 도널드 칼스롭
- 찰스 카슨
- 이블린 앵커스
- 프랭클린 다이얼
- 제임스 메이슨

## 제작진
- 원작자: 앨프레드 메이슨